# Bloom (personaggio)
Bloom è la protagonista del cartone animato e fumetto italiano Winx Club, creato da Iginio Straffi e prodotto da Rainbow S.p.A..

## Generalità
Bloom è nata il 10 dicembre, sotto il segno astrologico del Drago.
È cresciuta a Gardenia sulla Terra, ignorando, fino all'incontro con Stella, la propria identità: è in realtà la Fata della Fiamma del Drago, la sorgente di energia con cui il mistico Grande Drago generò l'intero Universo. Ben presto, la ragazza inizia a studiare ad Alfea, il collegio per aspiranti fate, e, durante il suo percorso, scopre di essere l'ultima principessa di Domino, un regno perduto che Bloom riporterà in vita, divenendone la Fata Guardiana.
Bloom è la leader del Winx Club, alla ricerca dei suoi genitori naturali e del suo mondo d'origine, ricerca conclusasi nel primo film. È una ragazza dal cuore d'oro, gentile, altruista, leale e coraggiosa, ma anche testarda, ostinata, impulsiva ed impaziente. Inizialmente è una fata insicura, ma, con il passare del tempo, acquisisce maggiore fiducia in se stessa.
Il colore preferito di Bloom è il rosso, il genere cinematografico che le piace di più è la commedia romantica, pop, invece, quello musicale, il cibo che lei gradisce maggiormente è la pizza, mentre l'animale domestico che favorisce è il suo amato coniglietto Kiko, il tipo di calzatura da lei prediletto dev'essere comodo e stiloso, la materia scolastica per lei più interessante pozionologia. Bloom ama leggere libri di magia, preparare cupcake per gli amici, giocare con Kiko, mentre detesta riordinare la propria camera. La migliore amica di Bloom è Stella, mentre il suo fidanzato, promesso sposo dal secondo film, è Sky, il re di Eraklyon.

## Sviluppo
Per la storia del personaggio, Iginio Straffi ha tratto ispirazione da quella di una ragazza cresciuta da genitori adottivi, Antonella, da lui conosciuta quando frequentava l'Università, la quale rivelò all'autore il proprio desiderio di incontrare i suoi genitori biologici. La personalità di Bloom è tratta da quella di Joanne, moglie di Straffi, che egli stesso ha descritto come "generosa, positiva, energica, e, soprattutto determinata". Una dote che, quando si trasforma in testardaggine, però, può essere controproducente.". Il volto di Bloom è ispirato a quello della diva statunitense Britney Spears.

## Biografia

### Prima stagione
Bloom è una ragazza di sedici anni che abita a Gardenia con il padre Mike, un vigile del fuoco, la madre Vanessa, una fioraia, più il suo amato coniglietto Kiko. La vita da normale adolescente della protagonista muta totalmente dall'incontro nel parco con una fata, Stella, giunta a Gardenia per sfuggire dalle grinfie di un orco. La terrestre, tentando di aiutare la ragazza, libera un potere magico di cui non era a conoscenza. Grazie a Stella, quindi, Bloom apprende di essere ciò che sogna da sempre: una fata. Stella le propone di iscriversi al miglior college per aspiranti fate di Alfea, a Magix, già frequentato da lei. La protagonista accetta, e, dopo aver ottenuto il permesso dai genitori, si trasferisce nel collegio di Alfea, nella Dimensione Magica, dove, insieme a Stella, incontra Flora, Tecna e Musa. Il gruppo di studentesse prende il nome di Winx Club. Le cinque fate, ben presto, si ritrovano ad affrontare le pericolose Trix, un trio di streghe studentesse di Torrenuvola. Bloom, inoltre, inizia a instaurare un buon rapporto con Brandon, uno Specialista di Fonterossa incontrato a Gardenia quando lui ed i suoi compagni erano giunti in soccorso di Bloom e Stella, attaccate da Knut.
Con il passare del tempo, Bloom, che intanto è riuscita a trasformarsi per la prima volta, acquisisce sempre maggior controllo della propria magia. La protagonista inizia a chiedersi come mai lei, una comune terrestre, possa essere una creatura magica. Comincia, inoltre, a sognare una misteriosa donna che le chiede di cercarla; la sedicenne intraprende così una ricerca sulla ninfa Daphne nella biblioteca di Alfea, ma la preside Faragonda fa in modo di celarle la verità. Infine, nel corso di una prova scolastica di Bloom, le Trix attaccano l'indifeso Kiko per provocare la ragazza, che, come sospettavano, libera il misterioso potere magico cercato da tempo dalle tre streghe.
Successivamente, durante un weekend a Gardenia, Bloom apprende dai genitori di essere stata adottata: sedici anni fa, Mike soccorse la bebè, intrappolata in un edificio in fiamme; il fuoco non poteva fare del male alla piccola, anzi, la proteggeva. Mike e Vanessa adottarono così la speciale bambina. Bloom inizia, perciò, a provare un forte desiderio di incontrare i suoi genitori naturali. Inizialmente, per via di un tranello delle Trix, la fata crede di essere la reincarnazione delle Tre Streghe Antenate, ma grazie a Mirta scopre che ciò era solo una menzogna.
Ben presto, Bloom scopre che Brandon, in realtà, ha scambiato la propria identità con Sky, il principe di Eraklyon, e, inoltre, è già il promesso sposo di Diaspro. La protagonista, turbata, abbandona Alfea e ritorna a Gardenia, ma le Trix, intente a impossessarsi del misterioso potere magico della ragazza, attaccano Mike e Vanessa. Per bocca delle tre streghe, Bloom scopre di essere l'ultima principessa di un regno chiamato Domino, raso al suolo dalla furia delle Tre Streghe Antenate sedici anni prima, nonché l'ultima guardiana della Fiamma del Drago, un elemento primordiale. Daphne, l'ultima delle nove ninfe di Magix residente nel lago di Roccaluce, è la sorella maggiore di Bloom. Per salvare la sorellina dalle grinfie delle Tre Streghe Antenate, che cercavano di rubare alla piccola la Fiamma del Drago, Daphne aprì un portale magico e trasferì Bloom sul pianeta Terra, precisamente a Gardenia. Le malefiche Trix riescono così a portare a termine la missione iniziata dalle progenitrici, privando la protagonista dei poteri magici.
Le Trix, divenute invincibili, prendono possesso di Torrenuvola ed evocano la terribile Armata Oscura, assoggettando l'intero mondo di Magix. La protagonista non ha conosciuto la verità sul suo passato da Faragonda, le spiega quest'ultima, perché a volte è più importante la ricerca della verità che la verità stessa. Al fine di recuperare la Fiamma del Drago, Bloom, insieme alle compagne, si reca sul regno di Domino, dove incontra il fantasma di Daphne e riceva la corona che le spetta; mentre fa ritorno ad Alfea, la ragazza chiarisce con Sky, che la informa di aver rotto con Diaspro. Accompagnata da Stella, Sky, Brandon e Knut, passato dalla loro parte, Bloom si infiltra poi a Torrenuvola per riprendersi ciò che le appartiene, ma la Fiamma del Drago è ben custodita dalle Trix. Infine, la principessa giunge nelle profondità di Roccaluce, chiamata dallo spirito di Daphne; quest'ultima le mostra, tramite una visione, che i poteri magici, così come i ricordi dell'infanzia, non possono esserle sottratti, perché le appartengono indissolubilmente e soltanto lei è in grado di controllarli. La giovane fata, ritrovata la fiducia in se stessa, è pronta ad affrontare le tre streghe; dopo una grande battaglia che coinvolge l'intero pianeta di Magix, Bloom, grazie al supporto delle migliori amiche, riesce a battere le Trix e a riportare la pace nella Dimensione Magica..

### Seconda stagione
Bloom e le altre Winx prestano soccorso ad una fata giunta ad Alfea malridotta, Aisha, che racconta di essere penetrata nella base del malefico Lord Darkar per salvare le Pixie da lui rapite. Bloom, Stella, Aisha, Sky e Brandon si recano così presso il castello sotterraneo della Fenice d'Ombra, per portare via le piccole creature; ultimata la missione, tra la protagonista e Lockette, avviene il Bonding, uno speciale legame magico.
Bloom inizia a frequentare il nuovo anno scolastico ad Alfea, dove arriva un nuovo insegnante, il professor Avalon; grazie a quest'ultimo, che è riuscito a guadagnarsi il suo rispetto e la sua fiducia, la giovane fata inizia a ricordare il proprio passato e ad ottenere il ciondolo con lo stemma della famiglia reale di Domino. Il rapporto tra la studentessa e l'insegnante ingelosisce Sky, sollevando tensioni tra i due, che, tuttavia, risolveranno presto per il meglio, quando la fata utilizzerà un nuovo potere magico, quello della guarigione, per salvare la vita allo Specialista. La Fata della Fiamma del Drago è la prima del gruppo ad ottenere la magia Charmix, grazie al suo brillante piano che salva la vita di lei e compagni a Wildland e dopo aver ammesso la propria aggressività verso Sky.
Il risveglio della Fenice d'Ombra, creatura opposta al Grande Drago, insieme all'influenza di Avalon, che si rivela essere un clone del reale professore, porta Bloom, rapita dall'insegnante impostore, ad una radicale trasformazione, fino a farla diventare Dark Bloom, l'identità tenebrosa e apparentemente invincibile della fata di Domino. Lord Darkar, infatti, ha bisogno della Fiamma del Drago, oltre che dei pezzi del Codex, per raggiungere il proprio traguardo. Il grande amore di Sky, insieme al profondo legame di amicizia con le compagne, riporta alla normalità la giovane fata, la quale libera la propria rabbia contro Lord Darkar, che ella riesce a battere grazie ad un incantesimo di convergenza con le altre Winx.

### Terza stagione
Bloom inizia l'ultimo anno scolastico ad Alfea e incontra il pericoloso Valtor, creato con una piccola parte della Fiamma del Drago dalle Tre Streghe Antenate. Faragonda rivela alla protagonista che, molti anni fa, per battere lo stregone, nacque la Compagnia della Luce, composta da lei, Griffin e Saladin, più i genitori naturali di Bloom, Oritel e Marion: furono i sovrani di Domino a sconfiggere Valtor, ma, dopo la battaglia contro lo stregone, scomparvero nel nulla.
Valtor allontana Sky da Bloom, donando un filtro d'amore a Diaspro, con cui questa riesce a plagiare l'ex fidanzato. Bloom e le altre Winx cercano di comprendere la ragione dell'inspiegabile cambiamento del principe di Eraklyon, e, scoperto l'inganno, la polvere fatata di Stella riporta lo Specialista alla normalità.
Dopo la presunta morte di Tecna, le restanti Winx irrompono a Torrenuvola per vendicarsi contro Valtor; quest'ultimo rivela alla protagonista di aver assassinato personalmente Oritel e Marion. Ciò provoca la furia di Bloom, che rischia la vita nell'intento di annientare lo stregone, ma viene salvata in tempo e riportata ad Alfea da Faragonda.
Per raggiungere lo stadio Enchantix, una fata deve salvare un abitante del proprio regno; Bloom si rende conto che, essendo l'ultima principessa di un regno perduto, non potrà mai diventare una fata completa. Allora si reca su Pyros, l'isola dei draghi, per accrescere la propria forza e liberare il drago che è in lei. Qui incontra Maia, signora dell'isola e vecchia amica di Faragonda, la quale le insegna a dominare il proprio potere magico e a raggiungere la pace interiore; ciò permette alla ragazza, che supera i sentimenti di odio verso Valtor, di acquisire, con la forza di volontà, il livello supremo durante una battaglia contro le Trix. La giovane si evolve finalmente in una fata Enchantix; tuttavia, la sua trasformazione resta incompleta, pertanto ella non può miniaturizzarsi, e, quando supera il limite dei suoi poteri magici, ne perde il controllo.
Bloom e compagne ottengono le mistiche Stelle d'Acqua, che permetteranno alle fate di estinguere la Fiamma del Drago di Valtor, ma, possedendo a sua volta tale energia, la protagonista rischia di perderla per sempre utilizzandole. Quando lo stregone penetra ad Alfea per rubarne gli incantesimi, Bloom è pronta ad affrontarlo, ma dopo che quello le rivela di aver assorbito Oritel e Marion dentro di lui, la protagonista si rifiuta di battersi con il malvagio, non sapendo che quello sta mentendo. La giovane fata, quindi, si introduce a Torrenuvola, alla ricerca della presenza delle Tre Streghe Antenate, per interrogarle sulla sorte di Oritel e Marion. Le tre streghe rivelano alla fata che il re e la regina di Domino non sono intrappolati all'interno di Valtor, ma persi da qualche parte nella Dimensione Magica.
Bloom e le altre Winx possono ora battersi con Valtor, che, intanto, minaccia l'intero mondo di Magix con gli incantesimi dei quattro elementi. Bloom lotta contro lo stregone in un terribile scontro, ma riesce a sconfiggerlo grazie alla Fiamma del Drago e alle Stelle d'Acqua. Malgrado ciò, Valtor non è stato annientato e sfida le ragazze in una grande battaglia finale. Il perfido stregone, quindi, propone un'alleanza alla protagonista per eliminare le Tre Streghe Antenate e ritrovare Oritel e Marion, mentendole ancora, ma stavolta la fata non si lascia ingannare. Bloom utilizza un incantesimo appreso su Pyros, e, alla fine, riesce ad annientare per sempre Valtor con la Fiamma del Drago e la Polvere di Fata.

### Winx Club - Il segreto del regno perduto
Bloom e le altre Winx si recano ad Hoggar per cercare Hagen, il maestro dell'acciaio lucente, il quale forgiò la spada del sovrano di Domino; tuttavia, il mago non è in grado di dare alla protagonista informazioni su Oritel e Marion. Certo che i regnanti di Domino siano morti, Hagen consiglia a Bloom di rassegnarsi, gettandola nello sconforto.
Il percorso ad Alfea è giunto al termine. Bloom assiste alla cerimonia che nomina le migliori amiche Fate Guardiane dei propri regni, consapevole di non poter diventare tale, essendo Domino un regno perduto. Sky è costretto ad allontanarsi per un po' di tempo, per via dei doveri che comportano il ruolo di principe ereditario di Eraklyon e Bloom deve far ritorno a Gardenia da Mike e Vanessa; il giorno del suo compleanno, sogna Daphne, che le suggerisce di recarsi su Domino, presso la montagna del Roc, dove potrà leggere la sorte dei suoi genitori naturali nel Libro del Destino. Inoltre, la ninfa dona alla sorella la propria maschera, con cui la ragazza potrà guardare Domino come era un tempo. Ritrovatasi con l'innamorato, Bloom, accompagnata dalle altre Winx e dagli Specialisti, parte per il regno perduto.
Con l'aiuto dello spirito di Lord Bartebly, scribano di Oritel in attesa di Bloom, la protagonista apprende che neanche il Libro del Destino rivela la sorte dei sovrani di Domino e che essi sono dispersi nella Dimensione di Obsidian. Lord Bartebly, inoltre, le rivela una profezia secondo cui il regno di Domino potrà essere riportato alla luce tramite la spada di Oritel, che può essere impugnata soltanto da un re senza corona dall'animo nobile. Grazie ai poteri magici di Lockette, che individua, all'interno dell'Albero della Vita, la chiave in grado di aprire il portale magico per la tetra dimensione, Bloom e compagni penetrano ad Obsidian, dove affrontano la perfida Mandragora, sottoposta delle Tre Streghe Antenate. Queste mostrano a Bloom che il re di Domino, così come l'intero popolo del regno, è stato tramutato in roccia, mentre Marion è racchiusa nella spada del coniuge. Bloom lotta contro le tre streghe, rischiando la vita; lo spirito di Daphne giunge in suo aiuto, si fonde con la sorella, che batte le tre streghe grazie alla Fiamma del Drago e alla luce della spada di Oritel brandita da Sky, che, divenuto re di Eraklyon in seguito all'abdicazione del padre, è riuscito ad estrarre l'arma citata. Domino ritorna alla luce e il re, la regina e il suo popolo sono liberi; Bloom può finalmente incontrare i genitori naturali, e, avendo salvato il proprio regno, raggiunge il rango di Fata Guardiana.

### Quarta stagione
Bloom e le altre Winx divengono insegnanti di Winxologia ad Alfea. Faragonda mostra loro la Sala degli Incanti all'interno del collegio e dona loro il Libro delle Fate. Gli Stregoni del Cerchio Nero irrompono ad Alfea alla ricerca dell'ultima fata della Terra, che identificano in Bloom. Così tentano di rubarle le ali ed assorbirne i poteri magici, ma invano: la fata, non avendo radici terrestri, non oltrepassa il Cerchio Nero.
La preside di Alfea chiede alle Winx di recarsi a Gardenia, per cercare e proteggere l'ultima fata della Terra. Per ottenere più forza contro gli Stregoni del Cerchio Nero, le Winx dovranno far sì che i terrestri ritornino a credere alla magia; aprono così il Love & Pet, un centro in cui chiunque può adottare un cucciolo magico. Qui Bloom lavora alla reception ed il pet che adotta è l'agnello Belle. Inoltre, per via di Andy, l'ex ragazzo della protagonista ai tempi del liceo, nascono delle turbolenze tra lei e Sky, geloso, che alla fine però si risolvono.
Grazie a Roxy, l'ultima fata della Terra, che inizia a credere alla magia, Bloom e compagne ottengono il Believix, con cui possono lottare contro gli stregoni ed infondere virtù nel cuore dei terrestri.
Liberata Roxy dall'influenza di una misteriosa fata, Nebula, che, tramite il Cerchio Bianco, si era impossessata di lei, Bloom prende in custodia il manufatto, che porta al dito come un anello.
Roxy non è l'unica fata del pianeta: le fate terrestri, infatti, erano state intrappolate molto tempo fa dagli Stregoni del Cerchio Nero sull'isola di Tír na nÓg. Bloom e le altre Winx riescono a liberarle, ma presto scoprono che, guidate dalla regina Morgana, quelle sono intente a vendicarsi sia dei cacciatori di fate che le avevano imprigionate, sia degli esseri umani che avevano smesso di credere nella magia, indebolendole.
Per proteggere la Terra e battere le Fate Maggiori, Bloom e compagne ricevono i Doni del Destino dalle Tre Fate Eteree: il primo è il Dono della Sapienza, chiamato Sophix, il secondo è il Dono del Coraggio, Lovix, il terzo è invece il terribile Dono Nero.
Affinché le fate terrestri rinuncino alla loro vendetta contro l'umanità, Bloom si batte contro Nebula, vincendo. Alla fine, le Winx, insieme a Roxy e a Nebula, riescono a intrappolare per sempre gli Stregoni del Cerchio Nero all'interno della Dimensione Omega.
Bloom e compagne ottengono un contratto con un celebre produttore discografico, Jason Queen, diventando di fatto una band al femminile, in cui Bloom è la voce principale.

### Winx Club 3D - Magica avventura
Bloom è alle prese con la vita da principessa. Oritel e Marion le regalano una cavalla chiamata Peg, sulla quale la ragazza impara a montare grazie a Sky. Al termine della giornata trascorsa insieme, il giovane re fa una proposta di matrimonio alla fidanzata, che accetta gioiosa. Il regno di Domino è lieto alla notizia, finché lo Specialista rivela alla protagonista che non può più sposarla, suscitando l'amarezza di lei e l'ira di Oritel. Le altre Winx, recatesi dalla compagna, provano a risollevarla e affiancano nella scelta di uno sposo, tra giovani aristocratici in cerca di moglie invitati dal re di Domino, la principessa, che respinge gli spasimanti. Sky, intento a svelare all'innamorata la ragione per cui ha ritirato la proposta di matrimonio, penetra nel palazzo, ma Oritel, riconoscendo sotto il travestimento il sovrano di Eraklyon, lo bandisce dal regno, impedendogli di parlare con Bloom. Questa chiede al padre di dare una possibilità a Sky, ma lui rifiuta; perciò, la fata abbandona il regno, e, insieme alle compagne, ritorna a Gardenia da Mike e Vanessa.
Bloom ascolta quindi le ragioni di Sky: un tempo, Oritel ed Erendor erano buoni amici. Durante la battaglia contro le Tre Streghe Antenate, i due sovrani stipularono un'alleanza tra i propri regni, ma inspiegabilmente Erendor non rispettò il patto, abbandonando Oritel e l'intero mondo di Domino ad un terribile destino.
Intanto, le Trix, per comando delle Tre Streghe Antenate, libere dalla Dimensione di Obsidian, cancellano la magia positiva dell'Albero della Vita, privando le fate dei propri poteri magici. Così, accompagnate dagli Specialisti, le Winx si recano presso l'isola di Havram, dove si trova una pianta derivata dell'Albero della Vita, in grado di ripristinare la magia buona nella Dimensione Magica. Il gruppo di eroi riesce nella missione, ma Bloom e le ragazze devono affrontare una pericolosa battaglia contro le Trix, possedute dalle Tre Streghe Antenate. Alla fine, grazie ad un incantesimo di convergenza Believix e alla Fiamma del Drago della leader, le giovani fate battono il Drago di Obsidian, annientando per sempre le tre streghe. Oritel salva Erendor in fin di vita; quest'ultimo chiede lui perdono, cosicché il re di Domino e quello di Eraklyon si chiariscono, annunciando ai rispettivi figli il permesso di sposarsi.

### Quinta stagione
Sky intende donare il pendente di Eraklyon, emblema dell'amore eterno, a Bloom, ma accidentalmente lo perde. Per proteggere la fata, subisce l'attacco delle Trix destinato alla ragazza, precipita, perde i sensi, e, al risveglio, non ricorda nulla: il rifiuto di rammentare la perdita del ciondolo gli impedisce il recupero della memoria. Bloom cerca di aiutare il fidanzato a ricordare, ma nella coppia si intromette Diaspro.
Bloom e compagne devono affrontare il perfido Tritannus, il quale, alleatosi con le Trix, minaccia l'intera Dimensione Magica.
Con la vittoria della gara di Graynor, le Winx ricevono la Chiave della Natura, grazie alla quale possono aprire il Libro Sirenix. Ciascuna ottiene, perciò, una Guardiana del Sirenix, la quale, a sua volta, dona alla propria fata la magia Harmonix, che agevolerà le sei fate a muoversi sott'acqua e darà loro accesso al potere magico che sconfiggerà Tritannus.
Nelle acque di Domino, avviene il Bonding tra Bloom e Serena, la Selkie del portale dell'oceano del regno. Inoltre, la fata riceve da Sky, che, ritrovando il manufatto smarrito, ha riacquistato la memoria, il prezioso pendente.
Superate le prove del Libro Sirenix, le Winx acquisiscono, nelle profondità del lago di Roccaluce, la magia Sirenix, che permetterà loro di entrare nell'Oceano Infinito, dove potranno fermare il malvagio piano di Tritannus e liberare Daphne, la quale, catturata dal malvagio tritone, cerca di mettersi in contatto con la sorella.
Alla fine, il Fuoco del Sirenix di Bloom annienta il tridente di Tritannus, che viene condannato all'esilio oltre il Portale dell'Oblio. Avendo favorito il destino, la protagonista può esprimere un desiderio, che la propria Guardiana del Sirenix esaudirà. La giovane fata chiede di infrangere per sempre la maledizione del Sirenix: finalmente Daphne ritorna ad avere un corpo.

### Winx Club - Il mistero degli abissi
Bloom, dopo aver accolto, insieme alle altre Winx, le matricole di Alfea, si reca a Gardenia per trascorrere una giornata con Sky. Durante l'appuntamento, le Trix attaccano la coppia, intenzionate a rapire il sovrano di Eraklyon: infatti, secondo le parole della perfida Politea, è indispensabile scambiare la vita di Tritannus con quella di un re per attivare il Trono dell'Imperatore e governare sull'Oceano Infinito. Le tre streghe riescono nel perfido piano e portano via lo Specialista. La protagonista, intenta a salvare il fidanzato, si reca con le compagne nell'Oceano Infinito; qui, Omnia racconta alle Winx del pericolo che incombe nelle acque della Dimensione Magica, per via del ritorno di Politea. Accompagnate dalle Selkie, le sei fate partono alla ricerca della Perla degli Abissi, gioiello in grado di annientare la malefica ninfa e preservare l'equilibrio negli oceani. Le giovani eroine, dopo aver affrontato molteplici pericoli, riescono nella missione e annientano Politea grazie a un incantesimo di convergenza Sirenix e alla magia della Perla degli Abissi. Sky è salvo e la pace nell'Oceano Infinito trionfa.

### Sesta stagione
Per via del Legendarium di Selina, le Winx perdono i propri poteri magici; la sola Bloom è salva, poiché la Fiamma del Drago, sorgente di vita della Dimensione Magica, è inestinguibile. La protagonista dona alle compagne una scintilla della Fiamma del Drago, da cui la magia Bloomix di ciascuna. Bloom, indebolita, sviene durante una battaglia su Domino; Diaspro la getta nel Vortice di Fiamme all'interno del castello, facendo credere che lì la ragazza avrebbe recuperato le energie. La fata, precipitata, riesce a vincere la battaglia contro il Drago a Cinque Teste, ottenendo il Bloomix, e, risalita dal Vortice di Fiamme, annienta i Mangiatori di Fuoco.
Nella biblioteca di Alessandria d'Egitto, dove le Winx, Daphne e le Pixie si recano per cercare il diario di Eldora, la fata della Fiamma del Drago rivede, dopo molto tempo, l'amica d'infanzia Selina.
Bloom, inconsapevole dell'alleanza tra Selina e le Trix, permette alla vecchia amica di entrare nella serra di Alfea, dove le ragazze tentano la ricerca del fiore preferito di Eldora. Selina avvelena Flora e infligge un incantesimo sulle piante della serra affinché attacchino le altre fate, mentre va, insieme a Bloom, a cercare un antidoto contro il veleno. Fidandosi della pozione magica creata dalla giovane strega, che in realtà è un veleno mortale, la protagonista si accinge a farla bere a Flora, ma viene fermata dall'intervento di Sky, al quale la Griffin ha rivelato l'identità di Selina. Afflitta dal rimorso, Bloom abbandona il Winx Club, ma, grazie alle migliori amiche, presto recupera la fiducia in se stessa e ritorna nel gruppo.
Proteggendo dalle Trix e Selina il collegio di Tír na nÓg, le Winx ed Eldora mostrano di meritare le bacchette magiche che conferiranno loro la magia Mythix. Le giovani fate possono ora entrare nel mondo del Legendarium, dove dovranno cercare lo Smeraldo della Fantasia e la Lancia Argentea, gli artefatti utili per forgiare la Chiave del Legendarium, che sigillerà il libro per sempre.
Per liberare il perfido Acheron, intrappolato all'interno del Legendarium, Selina ha bisogno della Fiamma del Drago di Bloom; durante una battaglia ad Alfea, riesce a rubarne una scintilla e a sfruttarla per ridare la libertà al pericoloso stregone. La protagonista, dopo una pericolosa battaglia, riesce a rinchiudere Acheron all'interno dello Scrigno dell'Infinito e le Trix nel Legendarium, sigillato per sempre. Rinsaldata la vecchia amicizia con la pentita Selina, partecipa al matrimonio di Daphne e Thoren.

### Settima stagione
Faragonda porta le Winx e Roxy nel Parco Naturale di Alfea. Qui, un rapace cattura uno scavatalpa, l'ultimo esemplare della specie, praticamente estinta. Ciascun Animale Fatato custodisce un segreto; affinché scoprano quello degli scavatalpa, Faragonda porta le Winx e Roxy nella Sala dei Ricordi, dove ciascuna di loro riceve una Pietra dei Ricordi, grazie alla quale potrà viaggiare nel passato.
Bloom e compagne giungono nel passato, ad Alfea, dove stringono amicizia con Faragonda, giovane studentessa. Durante l'esame di metamorfosimbiosi, un'allieva supera brillantemente la prova trasformandosi in un rapace, che alla protagonista appare subito familiare. È Kalshara, che si impossessa della Magia Selvaggia per poter ottenere il Potere Ultimo degli Animali Fatati, infondendola anche nel fratello Brafilius. Per salvare gli scavatalpa dai malvagi, le Winx si trasformano davanti a Faragonda e alla preside Mavila, facendo, così, saltare la copertura di normali studentesse di Alfea. Battuti i nemici, la natura dona alle Winx la magia Butterflix, come ricompensa per aver protetto gli Animali Fatati. Bloom e compagne ritornano nel presente.
Grazie a Roxy, Bloom e le altre Winx scoprono dagli scavatalpa il loro segreto: per ottenere il Potere Ultimo, devono cercare l'Animale Fatato con il primo colore dell'universo.
Le Winx si recano in Cina per salvare i panda. A minacciare la specie, si scopre essere un unicorno che, bevendo le acque contaminate dalla Magia Selvaggia, si è trasformato in una creatura aggressiva. L'Animale Fatato ritorna alla normalità grazie alla magia Butterflix di Bloom, la quale instaura con esso il Bonding.
Con Elas, l'unicorno di Bloom, gli Animali Fatati delle Winx risultano al completo. C'è una ragione se ciascuna delle sei ragazze ha stretto un magico legame con il proprio Animale Fatato; essi scoprono infatti di essere i custodi del Potere Ultimo e donano alle Winx un bracciale magico, che conferisce loro la magia Tynix, con il quale le fate potranno viaggiare tra i Mini Mondi, piccole dimensioni sconosciute. I particolari gioielli scompaiono; per sfruttarli, la principessa di Domino e le altre dovranno evocarli.
Le Winx si recano su Pyros per salvare i dragani, indeboliti dal Vampiro di Fuoco, creato da Kalshara, che divora la sorgente del fuoco magico dell'isola. La malvagia promette alle fate che, se la lasceranno andare, rievocherà la bestia. Le ragazze non sanno se fidarsi o meno della parola della nemica, ma Bloom arguisce la soluzione nel Tynix. Le sei fate entrano, così, nella lava del vulcano, custode del fuoco magico, nel Mini Mondo delle Pietre Preziose. Qui, Bloom, unendo il suo potere magico a quello di Elas, batte il Vampiro di Fuoco di Kalshara. Il corno del suo Animale Fatato si colora di argento: ciò significa che la creatura sta iniziando ad evolversi.
La Creatura dal Manto Arcobaleno rivela alle Winx che l'Animale Fatato con il primo colore dell'universo è legato alla magia fatata. Bloom intuisce che quello che cercano è la statua di diamante a forma di scavatalpa, posizionata sulla scrivania di Faragonda. Essa, infatti, riflette tutti i colori della luce. Le fate entrano all'interno dell'oggetto, nel Mini Mondo Adamantino; qui scoprono che il Potere Ultimo è un diamante. Durante la loro assenza, però, Kalshara, che si era spacciata per lo scavatalpa incontrato anni fa dalla giovane Faragonda, si impossessa del diamante.
Assediato il collegio dalle Trix, che, liberate da Brafilius, si sono impossessate del Potere Ultimo, le Winx entrano nel Cuore di Alfea, la cui luce si sta indebolendo per via delle tre streghe. Qui scoprono che, per far ritornare a brillare la sorgente del Mini Mondo, devono cercare la Farfalla Dorata; essendo, questa, una creatura antica, Bloom e compagne si recano nell'Alfea del passato. Con l'ausilio della giovane Faragonda, giungono nel giardino segreto del collegio, dove vi è un grande fiore color oro che emana la stessa magia di Alfea. Così, le Winx entrano nel Mini Mondo Fiore. La protagonista recupera il bozzolo dorato, ma Icy la fa precipitare dal dorso di Elas e crea una trappola di ghiaccio che l'accolga. La principessa di Domino viene salvata dal proprio Animale Fatato, che, grazie al gesto eroico, evolve il corno, che risplende ora di una luce dorata.
Bloom e le altre Winx sostengono la battaglia finale contro le Trix, che, dopo aver attraversato la sorgente di Magia Selvaggia del sottosuolo di Magix, si sono trasformate in streghe mutaforma. Elas e gli altri Animali Fatati attuano quindi l'Incantesimo Definitivo, fondendosi nel Cigno dell'Infinito, che assorbe il diamante contenente il Potere Ultimo. La Winx utilizzano quindi le Pietre dei Ricordi per intrappolare le perfide Trix in un limbo al di fuori del tempo e dello spazio. Scongiurata la minaccia delle tre streghe e Kalshara, Bloom e le ragazze salutano per sempre i loro Animali Fatati.

### Ottava stagione
Bloom deve ancora vedersela con un vecchio nemico, Valtor, rientrato in possesso del proprio corpo e intento ad impadronirsi della luce delle stelle. Per diventare lo stregone più potente dell'intero Universo Magico, l'antagonista cerca di ottenere la magia Cosmix di Bloom, utile a catturare la Stella dei Desideri; mentre la ragazza si trova a Gardenia per festeggiare il compleanno della madre adottiva, Valtor invia gli Staryummy e gli Stargoyle ad attaccare rispettivamente il Sole e la Terra, poi rapisce Bloom, portandola in un'altra dimensione. Qui, la giovane fata viene sottoposta ad un'ardua scelta: salvare le compagne, che intanto si stanno impegnando per tenere in vita il Sole, o i genitori adottivi; in alternativa, la protagonista può accettare la proposta di Valtor e salvare entrambe le parti, cedendo però al nemico il Cosmix. Alla fine, Bloom opta per l'ultima soluzione, ma il suo potere rifiuta Valtor, che scompare nel nulla.
Bloom e Sky non riescono mai a stare insieme. La prima non ha notizie del fidanzato da qualche giorno, quando scopre che quello è in missione segreta con Diaspro, che si è inventata tutto per stare con il ragazzo. La coppia finisce per litigare, ma, dovendo scegliere tra il recupero della terza stella primaria ed il salvataggio di Sky, rinchiuso nella prigione di ghiaccio di Icy, Bloom sceglie di fidarsi di lui, che afferma di essere in grado di cavarsela e pensare alla stella primaria; gli innamorati ritrovano quindi la fiducia reciproca. Pur di stare con lei, Sky segue Bloom su Dyamond, dove si trova la l'ultima Stella Primaria. Il ragazzo subisce però l'attacco di Icy, finendo in un lago ghiacciato. Le Winx si trasformano in fate Sirenix, che, adattandosi, diventa Crystal Sirenix, e, si tuffano per salvare l'amato di Bloom. Recuperato il giovane, la protagonista usa la Fiamma del Drago per riscaldarlo.
Alla fine, è Bloom a convincere Icy a consegnarle l'ultima Stella Primaria, che, aggiungendosi alle tre recuperate delle Winx, permette alle fate di passare in vantaggio rispetto a Valtor, in possesso di altre tre, e di ricomporre la Stella dei Desideri, che esaudisce il desiderio espresso da Bloom: proteggere l'Universo Magico e salvaguardarne l'armonia per sempre. La protagonista e altre Winx annientano Valtor, e, successivamente, tengono un concerto ad Alfea, durante il quale appare una nuova costellazione: quella delle Winx.

### World of Winx
Le Winx, sotto copertura, partecipano come talent scout al talent show WOW, condotto dall'esuberante Ace, per scoprire chi è il misterioso ladro di talenti; Bloom è un'artista. Grazie al loro nuovo potere magico, il Dreamix, le ragazze scovano nuovi talenti in giro per il mondo. La protagonista è infastidita dall'insistenza di Ace, che complica la missione, ma il conduttore, stanco dell'atteggiamento indisciplinato di Bloom, la licenzia. Ora, la ragazza può cercare più liberamente l'orologio perduto dal presunto rapitore di Annabelle nell'appartamento della stessa, ma viene fermata ed interrogata dai detective Evans e Gomez, i quali sospettano che le Winx siano coinvolte nella sparizione di Annabelle. La protagonista scopre che i due investigatori sono in possesso dell'orologio, di cui s'impadronisce Jim, il presunto rapitore di Annabelle. Con l'aiuto di Roxy, Bloom insegue il ragazzo e riesce a recuperare l'orologio, utile ad aprire un varco per il Mondo dei Sogni, ma l'oggetto si è rotto. Jim si offre di aiutare le ragazze ad aggiustarlo: sostiene di aver cercato di rapire Annabelle per proteggerla dalla regina del Mondo dei Sogni. Sebbene all'inizio non si fidi di lui, Bloom parte con Jim per la Svizzera, al fine d'incontrare l'orologiaio. Alla torre, i due vengono attaccati, catturati e portati nel Mondo dei Sogni, dove la regina ruba i poteri magici di Bloom, con cui combatte contro le restanti Winx, giunte per salvare la loro compagna. Alla fine, la protagonista e le altre Winx sconfiggono la regina e liberano i talenti rapiti, in tempo per la finale di WOW, dove Ace dà il bentornato a Bloom.
Bloom e compagne, in qualità di band al femminile, cominciano un tour in giro per il mondo, durante il quale vengono spesso intralciate dall'acida Venomya. Le Winx ricevono un nuovo potere magico, l'Onyrix, grazie al quale potranno avere accesso al Mondo dei Sogni, ovvero, l'Isola che non c'è. La regina, che altri non è che Campanellino, attacca Bloom creando la nemesi della leader delle Winx, Vertigo. Quest'ultima perseguita Bloom, fino a quando quella capisce che deve accettarla, in quanto parte di lei, così l'accoglie dentro di sé.

## Poteri
Bloom è la Fata della Fiamma del Drago, la sorgente di energia con cui il Grande Drago generò l'Universo. I suoi poteri magici sono basati sul fuoco; può attaccare l'avversario attraverso draghi, raggi, sfere di fuoco o anche esplosioni di varia intensità. Mentre può difendersi attraverso la creazione di barriere magiche.
Inoltre, possiede un'abilità speciale, la Guarigione Magica e sulla Terra è in grado di percepire l'aura degli esseri umani. Infine, possiede le abilità di base di una fata, tra cui la telecinesi, la metamorfosi, la trasmutazione e la levitazione.

## Altri media
Nell'adattamento live-action di Netflix Fate: The Winx Saga, Bloom è interpretata dall'attrice statunitense Abigail Cowen e doppiata in italiano da Lavinia Paladino. Qua, il suo nome completo è Bloom Peters. 